# Kourken Tahmazian
Kourken Tahmazian (arménien : Գուրգէն Թահմազեան), né le 28 octobre 1890 à Trébizonde (Empire ottoman) et mort le 8 mars 1936 à Paris, est un avocat, homme politique et militant communiste arménien. De 1924 jusqu'à sa mort en 1936, il est le « personnage central » de la sous-section arménienne du Parti communiste français et de la Section française du Comité de secours pour l'Arménie, les deux pôles du mouvement communiste et prosoviétique arménien en France.

## Biographie
Kourken Tahmazian naît le 28 octobre 1890 à Trébizonde, dans l'Empire ottoman.
Dans son adolescence, il fait partie de la branche locale du parti social-démocrate Hentchak. Son frère aîné, lui aussi membre du parti, est arrêté en 1904 avec 32 autres membres et emprisonné.
Kourken Tahmazian s'installe ensuite à Constantinople, où il est élève boursier au lycée arménien Guétronagan. Il y poursuit ses activités politiques et fonde Gaïdz (1911-1914), journal de jeunesse du parti, qu'il définit comme la « première revue marxiste de Turquie ». En 1912, il souhaite la création d'un parti social-démocrate de Turquie, mais les guerres balkaniques empêchent ce projet de se concrétiser.
Il part ensuite faire ses études à Paris, à la Sorbonne. Lorsque la Première Guerre mondiale éclate, il s'engage dans la Légion étrangère et prend part aux combats ; il est blessé et réformé.
En septembre 1915, il s'installe à Sofia (Royaume de Bulgarie), où il fonde le journal hentchak Balkanian mamoul.
Kourken Tahmazian rentre à Paris l'année suivante. Après la Révolution d'Octobre (1917), il prend parti pour les Bolcheviks. En 1918, il fonde l'Union des socialistes arméniens regroupant des membres des ailes gauches du parti Hentchak et de la Fédération révolutionnaire arménienne. Toujours membre du parti Hentchak, en particulier de sa section parisienne, il propose en 1919 l'adhésion du parti à l'Internationale communiste (ou Komintern) : la section parisienne vote en faveur, mais l'aile droite du parti y est hostile, tandis que le Komintern refuse cette candidature, jugeant le parti trop nationaliste. Kourken Tahmazian prône donc l'adhésion individuelle des militants du Hentchak au Komintern : ainsi, en 1924, la section Hentchak de Paris vote avec 33 voix sur 35 la dissolution du groupe et l'adhésion de ses membres au Parti communiste français (PCF), où ils intègrent le groupe de langue arménienne du parti. Krouken Tahmazian est chef de facto de la sous-section arménienne du PCF.
Le 29 mars 1922, il est naturalisé français par décret,.
En 1924, grâce à la reconnaissance de l'URSS par la France, le gouvernement soviétique charge Kourken Tahmazian de fonder la branche française du Comité de secours pour l'Arménie (HOG) en 1925, dont il est le secrétaire général jusqu'en 1931. Il en dirige les publications successives, notamment Erevan (1925-1930). Il effectue début 1931 un séjour de quatre mois en Arménie soviétique, au cours duquel il obtient les moyens de financer un nouveau périodique destiné à remplacer Erevan : Mer Oughine. En août 1931, Sahak Ter Gabriélian, président du Sovnarkom de l'Arménie soviétique, de passage à Paris, complète cette somme destinée à relancer l’activité éditoriale du HOG en France et dont Kourken Tahmazian a alors la supervision.
En 1933, Haïg Kaldjian le remplace à la tête du HOG, mais il conserve son influence et en reste le dirigeant officieux jusqu'à sa mort. Il meurt le 8 mars 1936 à l'hôpital Lariboisière, à l'issue d'une longue maladie.